# Syla
Syla (ukrainisch Сила; russisch Сила Sila) ist ein Dorf in der ukrainischen Oblast Mykolajiw mit etwa 50 Einwohnern.
Das Dorf entstand in den 1930er Jahren unter dem Namen Krafta (Крафта) und liegt 13 Kilometer nordwestlich des Gemeindezentrums Domaniwka, 38 Kilometer nordwestlich der Rajonshauptstadt Wosnessensk und 120 Kilometer nordwestlich der Oblasthauptstadt Mykolajiw. Am 1. Februar 1945 wurde der Ort auf seinen heutigen Namen umbenannt.
Am 8. September 2016 wurde das Dorf ein Teil der neugegründeten Siedlungsgemeinde Domaniwka, bis dahin war es Teil der Landratsgemeinde Petropawliwka (Петропавлівська сільська рада/Petropawliwska silska rada) im Nordwesten des Rajons Domaniwka.
Am 17. Juli 2020 kam es im Zuge einer großen Rajonsreform zum Anschluss des Rajonsgebietes an den Rajon Wosnessensk.